# Palacio de Verano
El Palacio de Verano (en en chino, 颐和园; pinyin, Yí Hé Yuán, 'Jardín de la Salud y la Armonía') es un parque situado a unos 12 km del centro de Pekín, en la República Popular China. Desde el año 1998 está considerado como Patrimonio de la Humanidad por la Unesco.

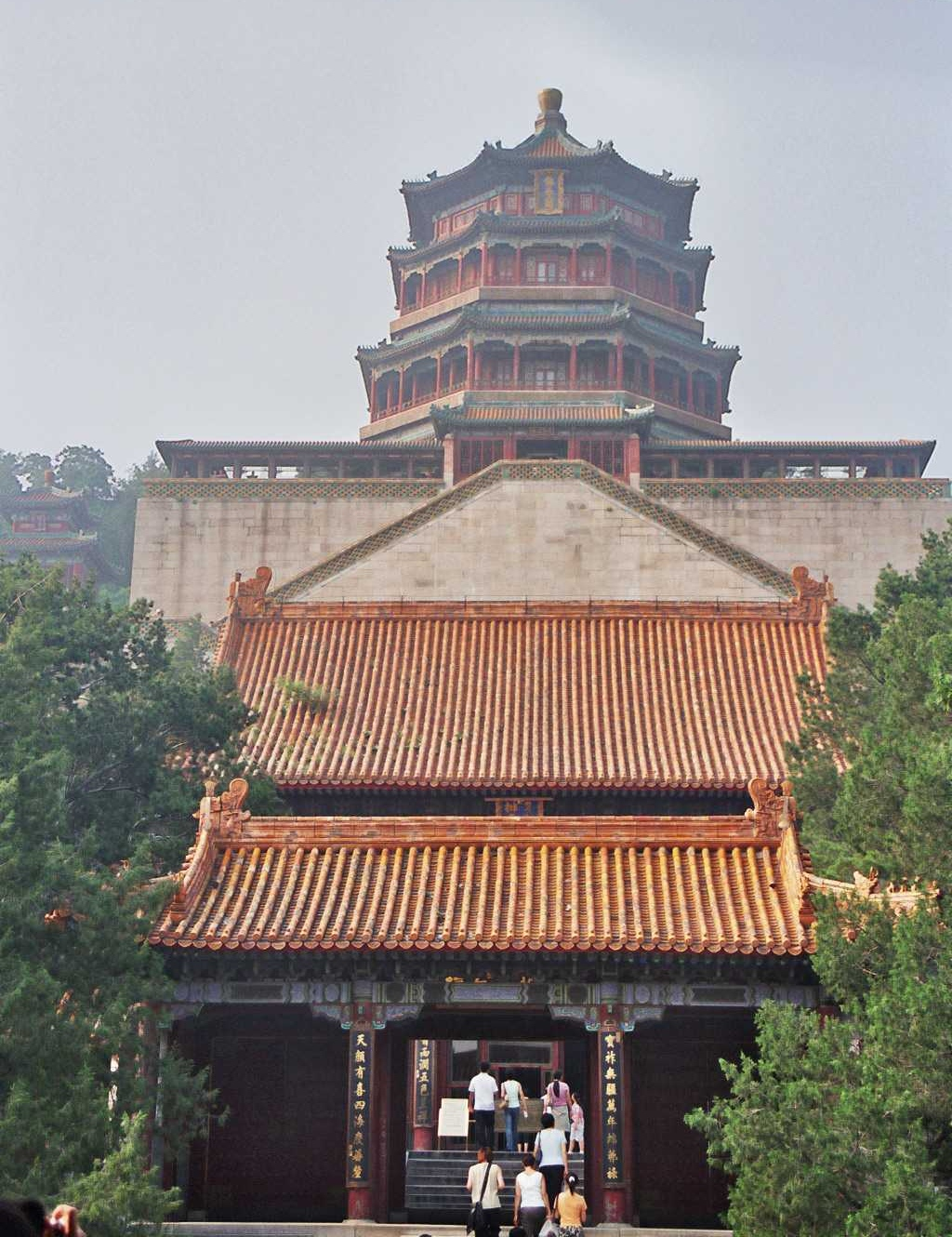
Pagoda del Buda Fragante.

## Historia
El Palacio es hoy en día un extenso parque de casi 300 hectáreas, a orillas del lago Kunming y contiene una serie de construcciones. Fue originariamente construido en el año 1750 por el Emperador Qianlong. El lago es artificial. En 1860, durante la segunda guerra del Opio, el Palacio de Verano original fue prácticamente destruido por las fuerzas franco-británicas (véase Antiguo Palacio de Verano). Una parte del antiguo Palacio fue restaurada y embellecida por la Emperatriz Cixi en el año 1899. La emperatriz lo utilizó como su residencia temporal de verano a partir de 1901 y también fue la sede del Gobierno hasta 1908.
La mayoría de los edificios que forman el Palacio están situados entre el lago Kunming y la Colina de la Longevidad. Hay residencias, teatros, pagodas, puertas, muelles y otras diversas construcciones. 
El lago Kunming tiene la forma de un melocotón, que es la fruta que representa la longevidad en la cultura imperial china.
El Palacio de Verano, concebido para el disfrute exclusivo del Emperador y su familia, es hoy en día un lugar de recreo y expansión para los pequineses y visitantes, sobre todo durante los fines de semana.
Una de las construcciones destacadas del parque es el Gran Corredor, un pasillo techado de más de 750 metros de longitud que discurre a orillas del lago. La emperatriz ordenó construir este corredor para poder moverse por el Palacio sin preocuparse por las inclemencias meteorológicas. El techo del corredor está decorado con más de 14 000 pinturas con escenas sobre la historia de China. El Gran Corredor posee cuatro rotondas intermedias, una por cada estación del año. Recorrerlo entero equivale, pues, a recorrer figuradamente un año. En la mitad del corredor se encuentra la subida a la 'Pagoda del "Buda Fragante, construida en lo alto de la Colina de la Longevidad y donde iba a orar una vez al año la Emperatriz.
En el pabellón Yulan del Palacio de Verano estuvo recluido durante más de 10 años el Emperador Guangxu, nieto de Cixi, después de protagonizar un intento de reforma 1898 que no fue del agrado de su abuela. No se le permitía ningún contacto con el exterior y las ventanas y puertas de la sala estaban selladas. Solo tenía acceso a un pequeño patio interior.

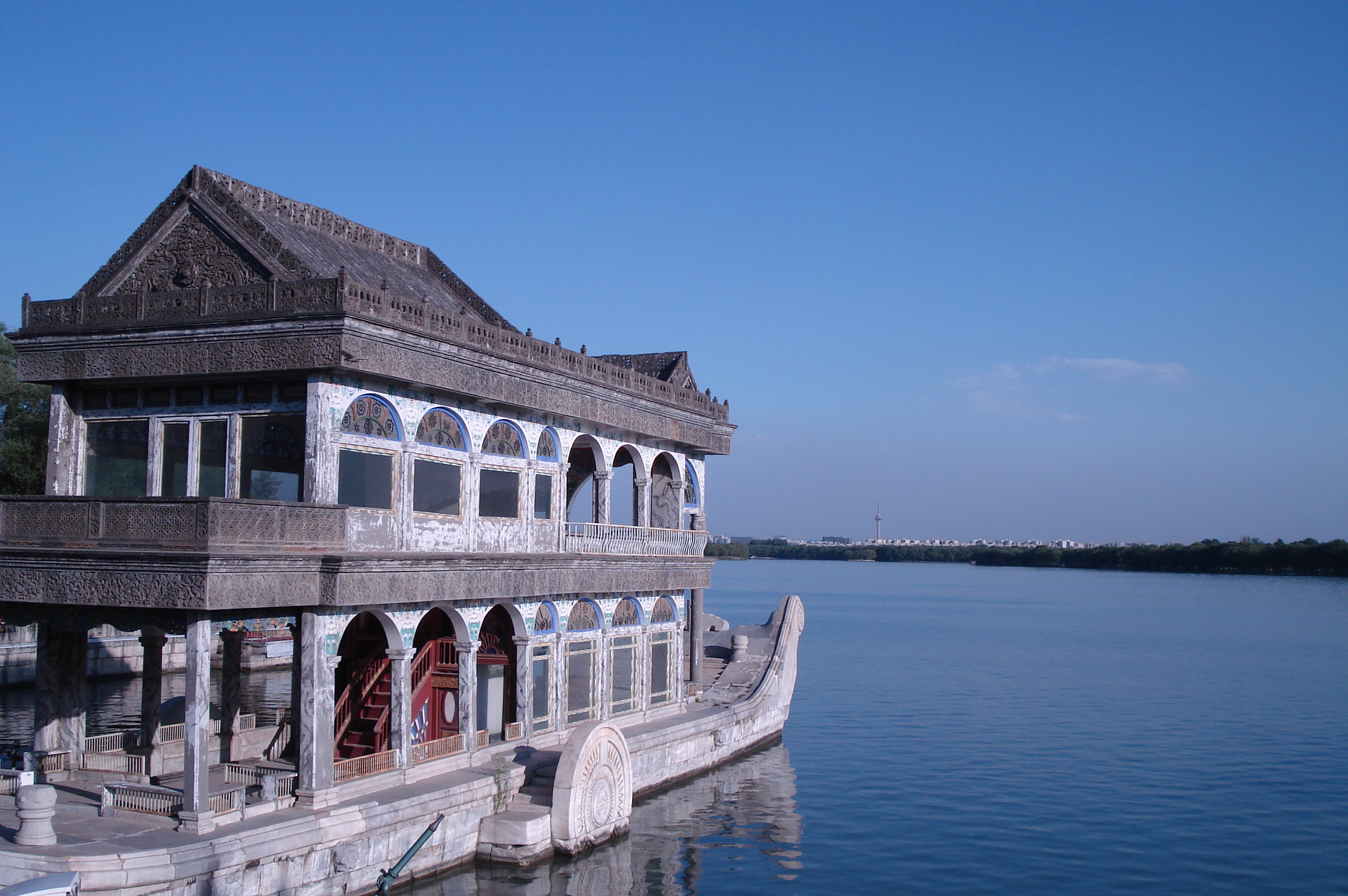
El Barco de Mármol.

También destaca el Barco de Mármol. La nave original estaba construida con mármol y cristal, siendo de mármol el casco en su totalidad y gran parte de sus dos pisos. Actualmente, una gran parte de la construcción sobre el casco es de madera.  El barco era utilizado por la emperatriz Cixi para celebrar fiestas. La construcción del palacio se financió con el presupuesto destinado a renovar la Marina. El pueblo chino considera el barco de mármol como un símbolo de la corrupción, por su inutilidad, ya que no sirve para navegar. Por el contrario, para la emperatriz la solidez del barco era una demostración de su estabilidad y perennidad. 
Finalmente, hay que destacar el bello Puente de los Diecisiete Arcos, que une la orilla del lago Kunming con la isla de Nanhu, en el medio del lago. El puente tiene una longitud de 150 metros y una anchura de ocho metros. Está decorado con 540 leones esculpidos en diferentes posturas. El puente es una réplica del puente Marco Polo situado a unos 15 kilómetros al sudoeste de Pekín.